# シー・キエン
シー・キエン（セッ・キン、石堅、本名：石栄璋、1913年1月1日 - 2009年6月3日）は、香港の俳優。
ブルース・リー主演の『燃えよドラゴン』のハン役で知られているが、自身も武術の達人であった。

## 生い立ち
広東省生まれ。子供の頃は病気がちで、体を鍛えるために武術を学んだ結果、少林拳の達人となった。
芸能界入りするのは1940年で、当初は裏方の仕事をしていたが、その独特の風貌から俳優としてデビューした。以来、『黄飛鴻』シリーズや『射鵰英雄伝』の悪役で、香港映画界に確たる地位を築いた。
『燃えよドラゴン』では、片手にナイフ状の義手を仕込むことのできる悪の首領・ハン役で、撮影時60歳近い年齢ながらもブルース・リーとの格闘シーンを演じ、自らの武術家としての技術の確かさを示した。
ブルース・リーは子役時代から「映画界の親父」と称してキエンを慕っていた。
一方で、『Mr.Boo!ミスター・ブー』ではやや間の抜けた盗賊団の首領を軽妙に演じたほか、1975年からは活躍の場をテレビに移し、TVBが製作したテレビドラマで、かつて自身が出演した武術映画のリメイク版ドラマに出演した他、人の好い老人役を演じた。
80歳を越えた1993年に俳優からの引退を宣言したが、引退に際して、TVBでは特別番組を放送して長年の香港映画界やテレビ界への貢献を称えた。その後も、2006年には、自らが所有している不動産を、演劇文化の発展と普及を目的として寄贈するなどして、香港演劇界の発展のために尽力した。
2009年6月3日、腎不全のため、96歳で死去。

## 主な出演作品

### 映画
- 黄飛鴻シリーズ （1949年- ）
- 射鵰英雄伝（1958年）
- 七劍下天山（1959年）
- 書剣恩仇録（1960年）
- 神鵰俠侶（1960年）
- 鴛鴦刀（1961年）
- 俠侶恩仇（1961年）
- 英雄本色（1967年）
- 燃えよドラゴン（1973年）
- Mr.Boo!ミスター・ブー（1976年）
- ヤングマスター 師弟出馬（1980年）
- 風の輝く朝に（1984年）
- Hong Kong Godfather 尖東梟雄 （1985年）
- 冒険活劇 上海エクスプレス（1986）
- キョンシー大魔王（1986）
- アゲイン/明日への誓い（1989年）

### テレビドラマ(無綫電視)
- 功夫熱（1975年）
- 書剣恩仇録（1976年）
- 倚天屠龍記（1978年）
- 天龍八部之虛竹傳奇
- カンフーレジェンド 蘇乞児外伝（1982年）
- 射鵰英雄伝（1983年）
- 神鵰俠侶（1983年）
- 天師執位（1984年）
- 雪山飛狐（1985年）